# Regla trapezoidal (ecuaciones diferenciales)
En análisis numérico y computación científica, la regla trapezoidal es un método numérico de resolución de ecuaciones diferenciales ordinarias derivado de la regla del trapecio para calcular integrales. La regla trapezoidal es un método implícito de segundo orden, que puede considerarse tanto como un método de Runge-Kutta como un método lineal multipaso.

## Método
Supóngase que se quiere resolver la ecuación diferencial:
{\displaystyle y'=f(t,y).}
La regla trapezoidal viene dada por la fórmula
{\displaystyle y_{n+1}=y_{n}+{\tfrac {1}{2}}h{\Big (}f(t_{n},y_{n})+f(t_{n+1},y_{n+1}){\Big )},}
donde {\displaystyle h=t_{n+1}-t_{n}} es el tamaño del paso.
Este es un método implícito: el valor {\displaystyle y_{n+1}} aparece en ambos lados de la ecuación, y para calcularlo realmente, hay que resolver una ecuación que será generalmente no lineal. Un método posible para resolver esta ecuación es el método de Newton. Se puede utilizar el método de Euler para obtener una estimación bastante buena para la solución, que puede utilizarse a su vez como valor inicial del método de Newton.

## Justificación
Integrando la ecuación diferencial de {\displaystyle t_{n}} a {\displaystyle t_{n+1}}, se tiene que
{\displaystyle y(t_{n+1})-y(t_{n})=\int _{t_{n}}^{t_{n+1}}f(t,y(t))\,\mathrm {d} t.}
La regla del trapecio indica que la integral en el lado derecho puede ser aproximada como
{\displaystyle \int _{t_{n}}^{t_{n+1}}f(t,y(t))\,\mathrm {d} t\approx {\tfrac {1}{2}}h{\Big (}f(t_{n},y(t_{n}))+f(t_{n+1},y(t_{n+1})){\Big )}.}
Ahora, combinando ambas fórmulas y utilizando {\displaystyle y_{n}\approx y(t_{n})} y {\displaystyle y_{n+1}\approx y(t_{n+1})} se obtiene la regla trapezoidal para resolver ecuaciones diferenciales ordinarias.

## Análisis de errores
Se deduce del análisis de error de la regla trapezoidal para cuadratura que el error local de truncado {\displaystyle \tau _{n}} de la regla trapezoidal para resolver ecuaciones diferenciales puede ser delimitado como:
{\displaystyle |\tau _{n}|\leq {\tfrac {1}{12}}h^{3}\max _{t}|y'''(t)|.}
Por lo tanto, la regla trapezoidal es un método de segundo orden. Este resultado se puede utilizar para demostrar que el error global es {\displaystyle O(h^{2})} cuando el tamaño del paso {\displaystyle h} tiende a cero (véase cota superior asintótica para el significado de esta afirmación).

## Estabilidad

En color rosa, la región de estabilidad del método trapezoidal.

La región de absoluta estabilidad para la regla trapezoidal viene dada por:
{\displaystyle \{z\in \mathbb {C} \mid \operatorname {Re} (z)<0\}.}
Esto incluye el semiplano izquierdo, por lo que la regla trapezoidal es A-estable. La segunda barrera de Dahlquist establece que la regla trapezoidal es la más precisa entre los métodos lineales multipaso estable. Más precisamente, un método lineal de varios pasos que es A-estable tiene como máximo el orden dos, y la constante de error de un método lineal multipaso estable de segundo orden no puede ser mejor que la constante de error de la regla trapezoidal.
De hecho, la región de estabilidad absoluta para la regla trapezoidal es precisamente el semiplano izquierdo. Esto significa que si la regla trapezoidal se aplica a la ecuación de prueba lineal y = λyy, la solución numérica tiende a cero si y solo si la solución exacta también lo hace.